# 네사키촌
네사키촌(根崎村)은 아이치현 헤키카이군에 설치되었던 촌이다. 현재의 안조시 남부에 해당한다.